# جوناثان هنت (سياسي أمريكي)
جوناثان هنت (بالإنجليزية: Jonathan Hunt)‏ هو سياسي أمريكي، ولد في 12 سبتمبر 1738 في نورثهامبتون في الولايات المتحدة، وتوفي في 1 يونيو 1823 في فيرنون في الولايات المتحدة.